# Сексуальные дисфункции
Сексуа́льные дисфу́нкции — расстройства основных проявлений сексуальности (полового влечения, сексуального возбуждения, оргазма) и сексуальные болевые расстройства (диспареунии).

### Использование МКБ-10
Симптоматические сексуальные дисфункции кодируются рубрикой соответствующих нарушения или болезни в МКБ-10. Так, болезненная эякуляция вследствие хронического простатита кодируется подрубрикой N41.1.

Остальные этиопатогентические варианты (1, 2, 4) кодируются соответствующей подрубрикой из рубрики F52.